# Ньянгбо, Андерсон
Андерсон Дегболе Ньянгбо (фр. Anderson Degbolé Niangbo; родился 6 октября 1999) — ивуарийский футболист, нападающий турецкого клуба «Коньяспор».

## Клубная карьера
С марта 2018 по июнь 2019 года Ньянгбо выступал за австрийский «Лиферинг», сыграв 33 матча и забив 4 мяча во Второй лиге Австрии. В сезоне 2019/20 на правах аренды выступал за австрийский «Вольфсберг», сыграв 17 матчей и забив 7 мячей в рамках во австрийской Бундеслиги. В январе 2020 года стал игроком бельгийского «Гента». 25 января 2020 года дебютировал за «Гент» в матче высшего дивизиона чемпионата Бельгии против «Генка», выйдя на замену Роману Безусу, и отметился забитым мячом.

## Карьера в сборной
В 2013 году в составе сборной Кот-д’Ивуара до 17 лет выиграл Кубок африканских наций, забив на турнире два мяча. В том же году сыграл на чемпионате мира среди юношеских команд.
В 2015 году в составе сборной Кот-д’Ивуара до 20 лет сыграл на Африканском чемпионате, забив на турнире один мяч.

## Достижения
«Актобе»
- Бронзовый призёр чемпионата Казахстана: 2023

## Клубная статистика
| Игровая карьера | Игровая карьера | Игровая карьера | Лига | Лига | Кубок | Кубок | Межд. | Межд. | Др. | Др. |
| --------------- | --------------- | --------------- | ---- | ---- | ----- | ----- | ----- | ----- | --- | --- |
| 2021/22         | Штурм           | А               | 28   | 3    | 2     | 0     | 8     | 0     | —   | —   |
| 2022/23         | Гент II         | В               | 7    | 0    | —     | —     | —     | —     | —   | —   |
| 2023            | Актобе          | А               | 19   | 3    | 2     | 0     | 2     | 0     | —   | —   |
| 2023/24         | Коньяспор       | А               | —    | —    | —     | —     | —     | —     | —   | —   |